# RAF Lyneham
RAF Lyneham (engelska: Royal Air Force Lyneham, Lyneham Airport) är en flygplats i Storbritannien.   Den ligger i grevskapet Wiltshire och riksdelen England, i den södra delen av landet, 130 km väster om huvudstaden London. RAF Lyneham ligger 156 meter över havet.
Terrängen runt RAF Lyneham är huvudsakligen platt. RAF Lyneham ligger uppe på en höjd. Runt RAF Lyneham är det ganska tätbefolkat, med 172 invånare per kvadratkilometer. Närmaste större samhälle är Swindon, 15,8 km öster om RAF Lyneham. Omgivningarna runt RAF Lyneham är en mosaik av jordbruksmark och naturlig växtlighet.